# Kaple Nejsvětější Trojice (Zákoutí)
Kaple Nejsvětější Trojice je římskokatolická kaple v Zákoutí, části obce Deštné v Orlických horách. Je situována vpravo u silnice II/311 v Zákoutí ve směru z Deštného na Šerlich. Patří do farnosti Deštné v Orlických horách. Kaple je v soukromém vlastnictví vlastníka vedlejšího objektu.